# Trnovec (Trnava)
Trnovec, Hongaars: Tövisfalva, Duits: Ternowetz, is een gemeente in het westen van Slowakije zes kilometer van de grens met Tsjechië. Trnovec telde 316 inwoners op 31 december 2013.

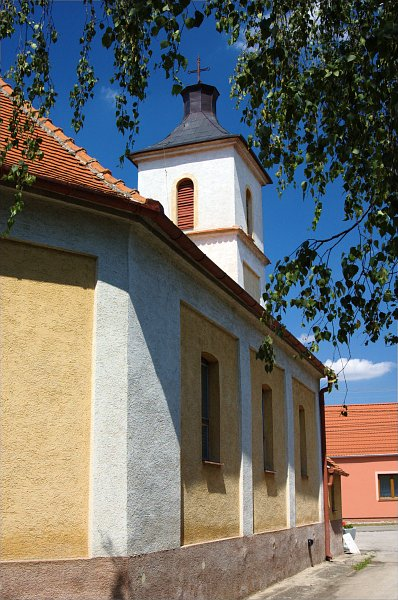